# Taraneh Javanbakht
Taraneh Javanbakht (persisk: ترانه جوانبخت; født 12. maj 1974) er en iransk digter, skribent, kunstner, musiker.

## Værker
- Heram. Tehran, 2005.
- Man az derakhte zaman haft miveh chideham. Tehran, 2005.
- Sarab. Tehran 2005.
- Shahre sher tabiidi nadarad. Tehran, 2005.
- Asre ayeneh. Tehran, 2002.

## Pris
- Fysik Pris i Kernekraft Organisation, Laser Conference, Tehran, 1993.[5]
- Digt Pris i New York, 2003.[5]

## Kritik
- Critics on Javanbakht's short stories by Saeerdreza Khesareh, published in Etemaad melli journal, No. 821, 2008[6]
- Critics on Javanbakht's poems by vahid Heydary, published in Mardomsalari journal, No. 1941, 2008[7]
- Critics on Javanbakht's metaphysics (Netism) by Hossein Molavi, published in Vazna magazine, 2008[8]
- Critics on her short stories bt Alireza Attaran, published in Etemaad melli journal, No. 811, 2008[9]
- Critics on her short stories by Saeedreza Khesareh, publisheh in Saba magazine, No. 21, page 19, Ottawa, 2007[10]
- Critics on her short stories by Mehdi Mousavi, published in Saba magazine, No. 22, page 19, Ottawa, 2007[11]

## Eksterne links
- Official Homepage (english)